# Ruta de Illinois 131
La Ruta de Illinois 131, y abreviada IL 131 (en inglés: Illinois Route 131) es una carretera estatal estadounidense ubicada en el estado de Illinois. La carretera inicia en el sur desde la IL 176     en Lake Bluff hacia el norte en la WI 31     en Pleasant Prairie. La carretera tiene una longitud de 24,4 km (15.15 mi).

## Mantenimiento
Al igual que las autopistas interestatales, y las rutas federales y el resto de carreteras estatales, la Ruta de Illinois 131 es administrada y mantenida por el Departamento de Transporte de Illinois por sus siglas en inglés IDOT.